# Cécile Jodogne
Pour les articles homonymes, voir Jodogne.
Cécile Jodogne, née le 1er avril 1964 à Louvain, est une femme politique belge bruxelloise, membre de DéFI (ex-FDF). 
Elle est secrétaire d'État au sein du Gouvernement bruxellois du 20 juillet 2014 au 18 juillet 2019, chargée du Commerce extérieur, de la Lutte contre l'incendie et l'Aide médicale urgente (SIAMU) et Ministre au sein de la Commission Communautaire Française (COCOF) chargée de la Santé et de la Fonction Publique.

## Biographie
Cécile Jodogne est licenciée en sciences géographiques et en sciences économiques (UCLouvain). Après ses études, elle a travaillé dans l'enseignement (universitaire et secondaire). Elle s’est ensuite spécialisée dans les études urbaines et la mobilité.
Son engagement politique commence très tôt, puisqu’elle devient membre du FDF dès 1985. Au début des années 1990, elle devient conseillère au cabinet du secrétaire d'État aux Monuments et Sites et responsable du suivi des plans urbanistiques, de différentes publications sur le patrimoine bruxellois et de politiques culturelles et sportives de la COCOF. Elle est ensuite cheffe de cabinet de l'échevin schaerbeekois Bernard Clerfayt, avant d’être élue conseillère communale à Schaerbeek. Lors des élections suivantes, en 2006, elle est nommée échevine de l'Urbanisme, de l'Environnement, de la Rénovation urbaine, du Patrimoine et du Tourisme. En 2008, elle endosse, en plus de ce mandat, le rôle de bourgmestre faisant fonction, pour remplacer Bernard Clerfayt qui fut alors nommé Secrétaire d'État fédéral.
En 2009, elle devient députée au Parlement bruxellois.
En 2014, Cécile Jodogne est nommée secrétaire d'État à la Région bruxelloise et ministre de la COCOF. En parallèle de ses nouvelles fonctions, elle continue à suivre de près la gestion de sa commune, puisqu’elle reste conseillère communale à Schaerbeek. Le 18 juillet 2019, elle quitte ses fonctions au sein du gouvernement bruxellois, à la suite de la formation du Gouvernement Vervoort III et devient bourmestre faisant fonction de Schaerbeek en remplacement de Bernard Clerfayt qui devient ministre au sein du gouvernement bruxellois. Réélue au Parlement de la région de Bruxelles-Capitale lors des élections régionales du 26 mai 2019 avec 4 662 voix, elle renonce à son siège de députée pour se consacrer à sa commune.   
Cécile Jodogne s’engage également dans le milieu associatif. Elle est administratrice de l’asbl Maison Autriqueet a été présidente de RenovaS, qui soutient la revitalisation urbaine.

## Fonctions politiques
- 2000- : Conseillère communale à Schaerbeek
- 2006- : Échevine à Schaerbeek
- 2008-2011 : Bourgmestre faisant fonction de Schaerbeek[1].
- 2009-2014 : Membre du Parlement de la Région de Bruxelles-Capitale
- 2014-2019 : Secrétaire d'État bruxelloise au Commerce extérieur, à la Lutte contre l'incendie et l'Aide médicale urgente. Ministre de la Commission Communautaire Française (COCOF) chargée de la Fonction Publique et de la Politique de la Santé.
- 2019- : Bourgmestre faisant fonction de Schaerbeek[4]